# Stryjský rajón
Stryjský rajón (ukrajinsky Стрийський район) je rajón ve Lvovské oblasti na Ukrajině. Hlavním městem je Stryj a rajón má přibližně 323 tisíc obyvatel. 

## Města v rajónu
- Chodoriv
- Moršyn
- Mykolajiv
- Novyj Rozdil
- Skole
- Stryj
- Žydačiv

## Další větší obce
- Trostjanec (Stryjský rajón)
- Žuravno